# 廣島三箭女王
廣島三箭女王（サンフレッチェ広島レジーナ）是一支位於廣島市日本女子足球隊，屬於日本女子職業足球聯賽，由廣島三箭株式會社運營。2020年10月15日，日職聯球隊廣島三箭宣布將成立一支女子足球隊，並參加從2021年秋季開始的日本女子職業足球聯賽（WE聯賽）。廣島三箭女王亦是第一支在首季直接參加頂級聯賽的職業女子足球隊。
2021年3月8日的國際婦女節上，球隊宣布更名為廣島三箭女王「サンフレッチェ広島レジーナ」，「レジーナ」是意大利語，意思為"女王"，代表著尊重「サンフレッチェ」這個字源中富有意義的三支箭，希望成為一支光芒四射的「女王」球隊的決心。此外，也蘊含了RESPECT的「RE」、GIRLS的「GI」、NAVIGATOR的「NA」這三個概念。
2023年，球隊在WE聯賽盃小組賽中以4勝1和不敗戰績晉級，與新潟天鵝女子隊在等等力陸上競技場爭奪冠軍，經過點球大戰，球隊贏得史上首個冠軍頭銜。

## 榮譽
- WE聯賽盃（英语：WE League Cup）
  - 冠軍 (1): 2023–24

## 外部連結
- 官方网站 (廣島三箭官方網站內)
  - 廣島三箭女王的X（前Twitter）
  - 廣島三箭女王的Instagram帳戶
- 以下與廣島三箭相同
  - YouTube上的三箭頻道頻道